# Budești (Maramureș)
Budești é uma comuna romena localizada no distrito de Maramureș, na região histórica da Transilvânia. A comuna possui uma área de 85.00 km² e sua população era de 3350 habitantes segundo o censo de 2007.